# 임계초등학교 월루분교
임계초등학교 월루분교는 대한민국 강원특별자치도 정선군 임계면 반천리 799-1에 있었던 공립 초등학교이다.

## 연혁
- 1969.10.20 반천국민학교 월루분교장 인가
- 1994.03.01 임계국민학교 월루분교장 교명 변경
- 1996.03.01 교명 변경(임계초등학교 월루분교)
- 2007.03.01 폐교